# Егоров, Валериан Александрович
Валериа́н Алекса́ндрович Его́ров (10 октября 1954, Ярамор, Волжский район, Марийская АССР, РСФСР, СССР) ― советский и российский юрист, преподаватель, государственный и общественный деятель. Ректор Марийского государственного педагогического института имени Н. К. Крупской (2003―2008). Заведующий кафедрой права Марийского государственного университета, кандидат юридических наук; профессор Поволжского государственного технологического университета (с 2013). Первый главный федеральный инспектор по Республике Марий Эл (2000―2003), действительный государственный советник Российской Федерации 3 класса.

## Биография
Родился 10 октября 1954 года в деревне Ярамор ныне Волжского района Марий Эл в многодетной семье.
После окончания средней школы до призыва в армию работал учеником машиниста на Марийском целлюлозно-бумажном комбинате. 
Срочную военную службу в Советской армии проходил в пограничных войсках на советско-китайской границе командиром отделения пограничной заставы.
В 1975―1980 годах ― регулировщик радиоаппаратуры Волжского электромеханического завода.
В 1980 году окончил Высшую школу КГБ СССР.
С 1980 года ― следователь, оперуполномоченный, старший оперуполномоченный КГБ в Туркменской ССР, с 1986 года ― старший следователь по особо важным делам КГБ в Марийской АССР: возглавлял работу по реабилитации политически репрессированных и раскулаченных граждан.
С 1992 года ― заместитель начальника Управления Федеральной службы налоговой полиции по Марий Эл. В том же году окончил Академию ФСБ России.
В 1997―1998 годах ― заведующий кафедрой права, преподаватель юридического факультета Марийского государственного университета.
С 1998 года ― начальник Управления судебного департамента при Верховном суде России в Марий Эл.
В 1998―1999 годах ― заведующий кафедрой права юридического факультета Марийского филиала Московского открытого социального университета.
В 2000―2003 годах ― главный федеральный инспектор по Республике Марий Эл. действительный государственный советник Российской Федерации 3 класса (генерал-майор ФСБ).
В 2003―2008 годах ― ректор Марийского государственного педагогического института имени Н. К. Крупской, в 2006―2007 годах ― заведующий кафедрой истории и права гуманитарного факультета этого института.
После реорганизации института путём присоединения к Марийскому государственному университету в 2008 году назначен управляющим делами Нотариальной палаты Марий Эл.
В 2008―2011 годах ― директор Поволжского центра правового примирения (медиации) в Казани. Осуществлял функции эксперта Министерства образования и науки РФ.
В 2011―2013 годах ― заведующий кафедрой гражданско-правовых дисциплин Московского института государственного управления и права в Марий Эл).
С 2013 года ― профессор кафедры управления и права Поволжского государственного технологического университета).
В 2017 году избран судьёй Конституционного суда Республики Марий Эл).
Награждён нагрудными знаками и медалями разных уровней).

## Государственная и научно-педагогическая деятельность
В 1998 году защитил кандидатскую диссертацию по теме «Налоговые преступления и их предупреждение», кандидат юридических наук (1999).
Им созданы и функционируют при аппарате Главного федерального инспектора по Республике Марий Эл общественная приёмная, Центр стратегического планирования, Информационный центр федеральных органов и Научно-методический центр информационной безопасности.
По его инициативе реализованы международные проекты: на марийском телевидении был создан интерактивный правовой видеоканал «Глас народа — глас божий», начали функционировать юридическая клиника и антикризисная программа подготовки редакторов негосударственных СМИ Приволжского федерального округа.
В течение трёх лет был ведущим правового видеоканала на ГТРК «Марий Эл», в газете «Совершенно несекретно» Управления ФНС РФ по Марий Эл вёл рубрику «Юридическое досье».
Является автором более 30 научных работ по проблемам государства и права, образования, борьбы с преступностью и обеспечения национальной безопасности, среди них: монографии «Налоговые преступления: история и современность» (2001), «Преступность в России на рубеже веков» (2007),  учебное пособие в соавторстве «Обществознание» (2004), признанное номинантом республиканского конкурса «Книга года Марий Эл» в номинации «Лучшее авторское издание 2005 года».

## Основные научные работы
Далее представлен список основных научных работ В. А. Егорова:  
- Егоров В. А. Налоговые преступления: история и современность / В.А. Егоров. ― Чебоксары, 2001. ― 189 с.; 20 см.; ISBN 5-7677-0547-X.
- Обществознание: учеб. пособие для учащихся ст. кл. и абитуриентов / В. А. Егоров, А. В. Маслихин, А. К. Рябчиков; М-во образования и науки Рос. Федерации, Федер. агентство по образованию, Мар. гос. пед. ин-т им. Н. К. Крупской. ― Йошкар-Ола, 2004 (ООО Стринг). ― 546 с.: портр., табл.; 21 см.; ISBN 5-88448-113-6 (в пер.)
- Егоров В. А. Преступность в России на рубеже веков: учебное пособие / В. А. Егоров; М-во образования и науки Российской Федерации, Федеральное агентство по образованию, ГОУ ВПО «Марийский гос. пед. ин-т им. Н. К. Крупской», Каф. истории и права. ― Йошкар-Ола: МГПИ им. Н. К. Крупской, 2007. ― 127 с.: ил., табл.; 20 см.; ISBN 978-5-88448-256-2.

## Признания заслуг
- Почётный работник высшей школы РФ[4]
- Почётный работник сферы молодёжной политики РФ[4]
- Нагрудный знак «Отличник пограничных войск» II степени[4]
- Нагрудный знак «80-летию Следственного управления ФСБ России»[4]
- Медаль «За безупречную службу» I степени[4]
- Медаль «За безупречную службу» II степени[4]
- Медаль «За безупречную службу» III степени[4]
- Медаль «15 лет вывода советских войск из Афганистана»[4]
- Медаль «70 лет Вооружённых Сил СССР»[4]
- Медаль «200 лет МВД России»[4]
- Медаль «200 лет Министерства юстиции России»[4]
- Медаль «100 лет профсоюзам России»[4]
- Медаль «75 лет ОСОАВИАХИМ-РОСТО»[4]
- Юбилейная медаль «К 100-летию М. А. Шолохова»[4]
- Медаль «За заслуги в проведении Всероссийской переписи населения» (2002)[4]
- Медаль «За заслуги в проведении Всероссийской сельскохозяйственной переписи» (2006)[4]